# Hemihyalea
Hemihyalea is een geslacht van vlinders van de familie spinneruilen (Erebidae), uit de onderfamilie Arctiinae.

## Soorten
- H. asignata Reich, 1938
- H. biornata de Toulgoët, 1990
- H. carteronae de Toulgoët, 1982
- H. celsicola de Toulgoët, 1982
- H. cornea Herrich-Schäffer, 1853
- H. daraba Druce, 1894
- H. debilis Rothschild, 1916
- H. despaignei de Toulgoët, 1982
- H. diminuta Walker, 1855
- H. edwardsii Packard, 1864
- H. erganoides Dognin, 1902
- H. euornithia Dyar, 1914
- H. extincta Reich, 1935
- H. griseiventris Rothschild, 1935
- H. hampsoni Joicey & Talbot, 1916
- H. haxairei de Toulgoët, 1999
- H. klagesi Rothschild, 1909
- H. labecula Grote, 1881

- H. ludwigi Beutelspacher, 1984
- H. mansueta Edwards, 1884
- H. melas Dognin, 1902
- H. nimbipicta Dyar, 1914
- H. ochracea Rothschild, 1909
- H. rhoda Druce, 1894
- H. schausi Rothschild, 1935
- H. splendens Barnes & McDunnough, 1910
- H. tabeculoides de Toulgoët
- H. testacea Rothschild, 1909
- H. utica Druce, 1897